# Relações entre Brasil e Finlândia
As Relações Brasil-Finlândia referem-se às relações diplomáticas entre a República Federativa do Brasil e a República da Finlândia. Ambos os países são membros das Nações Unidas.

## História
Em 1876, durante sua segunda viagem à Europa, o imperador Pedro II do Brasil fez uma visita à Finlândia e visitou as corredeiras de Imatrankoski. Em dezembro de 1919, o Brasil reconheceu a independência da Finlândia, declarada dois anos antes da Rússia. Poucos meses depois, o Brasil abriu um consulado em Helsinque. Em 1929, as relações diplomáticas foram formalmente estabelecidas entre as duas países. No mesmo ano, uma colônia "utópica" finlandesa foi fundada com 300 colonos na cidade brasileira de Penedo, Itatiaia. A colônia durou apenas até 1940. Em 1937, a primeira legação diplomática finlandesa foi aberta no Rio de Janeiro. Durante a Guerra de Inverno entre a Finlândia e a União Soviética ; O Brasil embarcou mais de 10.000 pacotes de café para a Finlândia.

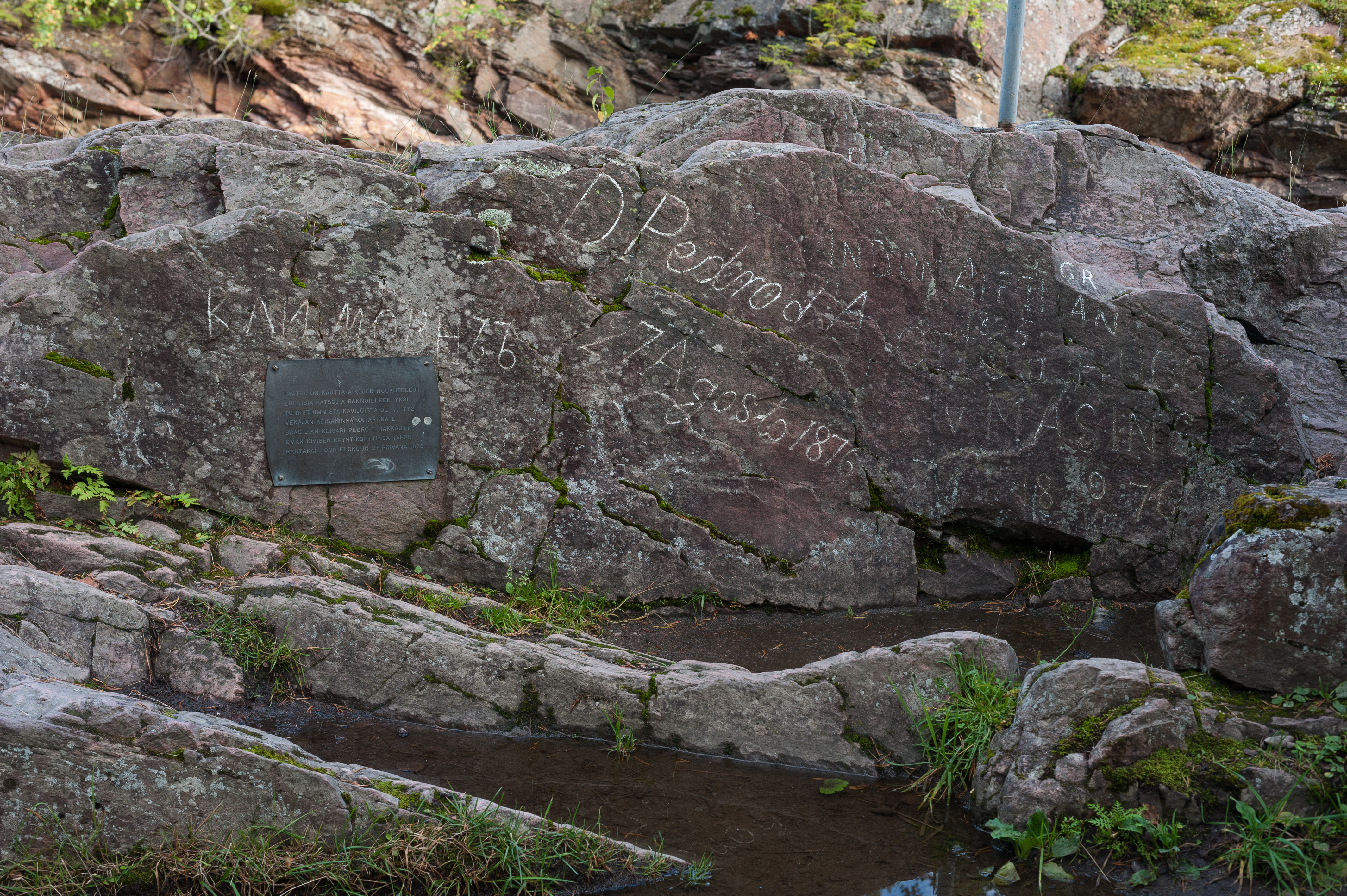
Nome gravado do Imperador Pedro II do Brasil durante visita a Imatrankoski ; 1876.

Em fevereiro de 1997, o presidente Martti Ahtisaari tornou-se o primeiro chefe de estado finlandês a visitar o Brasil e trouxe consigo uma delegação de alto nível representando as mais importantes empresas finlandesas que desejavam expandir suas operações no Brasil. Em 2007, o presidente Luiz Inácio Lula da Silva se tornou o primeiro presidente brasileiro a visitar a Finlândia. Desde então, houve inúmeras visitas e reuniões entre líderes de ambas as países.

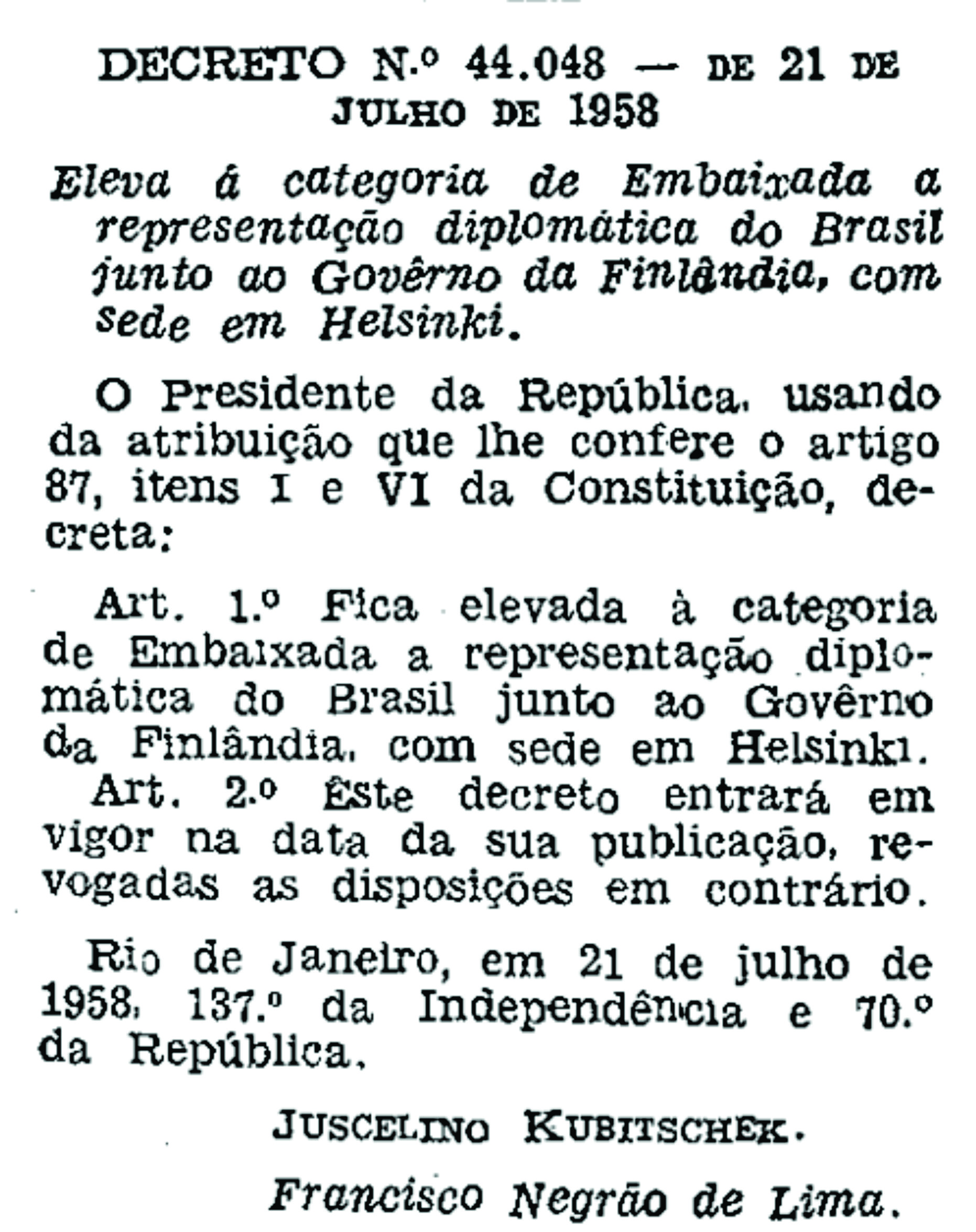
Decreto do governo do Brasil que cria a Embaixada do Brasil na Finlândia em 1958.

Desde as primeiras visitas, as relações entre a Finlândia e o Brasil tornaram-se mais estreitas. Em 2017, mais de 54 empresas finlandesas operaram no Brasil e investiram mais de 72 milhões de Euros. Empresa multinacional brasileira Embraer construiu e vendeu aviões para Finnair. Em novembro de 2017, A Finlândia abriu um consulado em Paulo. Nesse mesmo ano, em dezembro de 2017, diplomatas brasileiros participaram das celebrações do centenário do Independência da Finlândia. Como gesto, o Rio de Janeiro iluminou o Cristo, a estátua do Redentor e outros monumentos e edifícios públicos em cores nacionais finlandesas.
Em dezembro de 2019, as duas países comemoraram 100 anos de relações diplomáticas.

## Visitas de alto nível
Visitas de alto nível do Brasil à Finlândia
- Imperador Pedro II do Brasil (1876)
- Vice-presidente Marco Maciel (2002)
- Presidente Luiz Inácio Lula da Silva (2007)
- Presidente Dilma Rousseff (2015) Visitas de alto nível da Finlândia ao Brasil

- Ministro das Relações Exteriores Pär Stenbäck (1983)
- Primeiro ministro Kalevi Sorsa (1986)
- Ministro das Relações Exteriores Tarja Halonen (1996)
- Presidente Martti Ahtisaari (1997)
- Presidente Tarja Halonen (2003, 2006)
- Primeiro Ministro Matti Vanhanen (2008)
- Primeiro Ministro Jyrki Katainen (2012)
- Ministro das Relações Exteriores Timo Soini (2016)

## Acordos bilaterais
Ambas as países assinaram alguns acordos como o Acordo para Evitar a Dupla Tributação e Prevenir a Evasão Fiscal em Matéria de Imposto de Renda (1997);  Memorando de Entendimento nas áreas de Pesquisa, Apoio Logístico e Aquisição de produtos e serviços de Defesa (2015)  e Memorando de Entendimento para Transporte Aéreo (2018).

## Missões diplomáticas residentes
- O Brasil tem embaixada em Helsínquia.[12]
- A Finlândia tem embaixada em Brasília e consulado em São Paulo.[13]

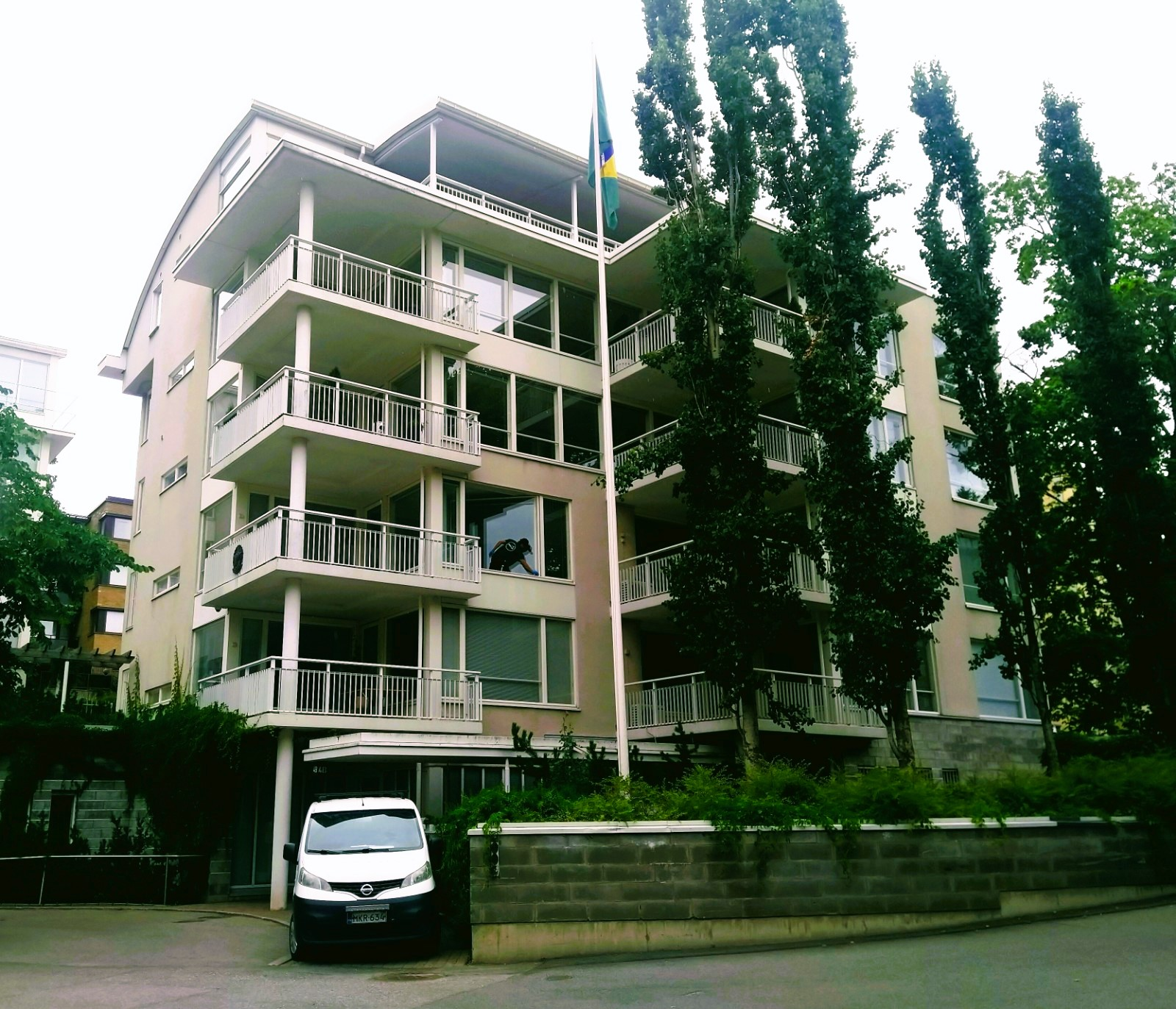
Embaixada do Brasil em Helsínquia
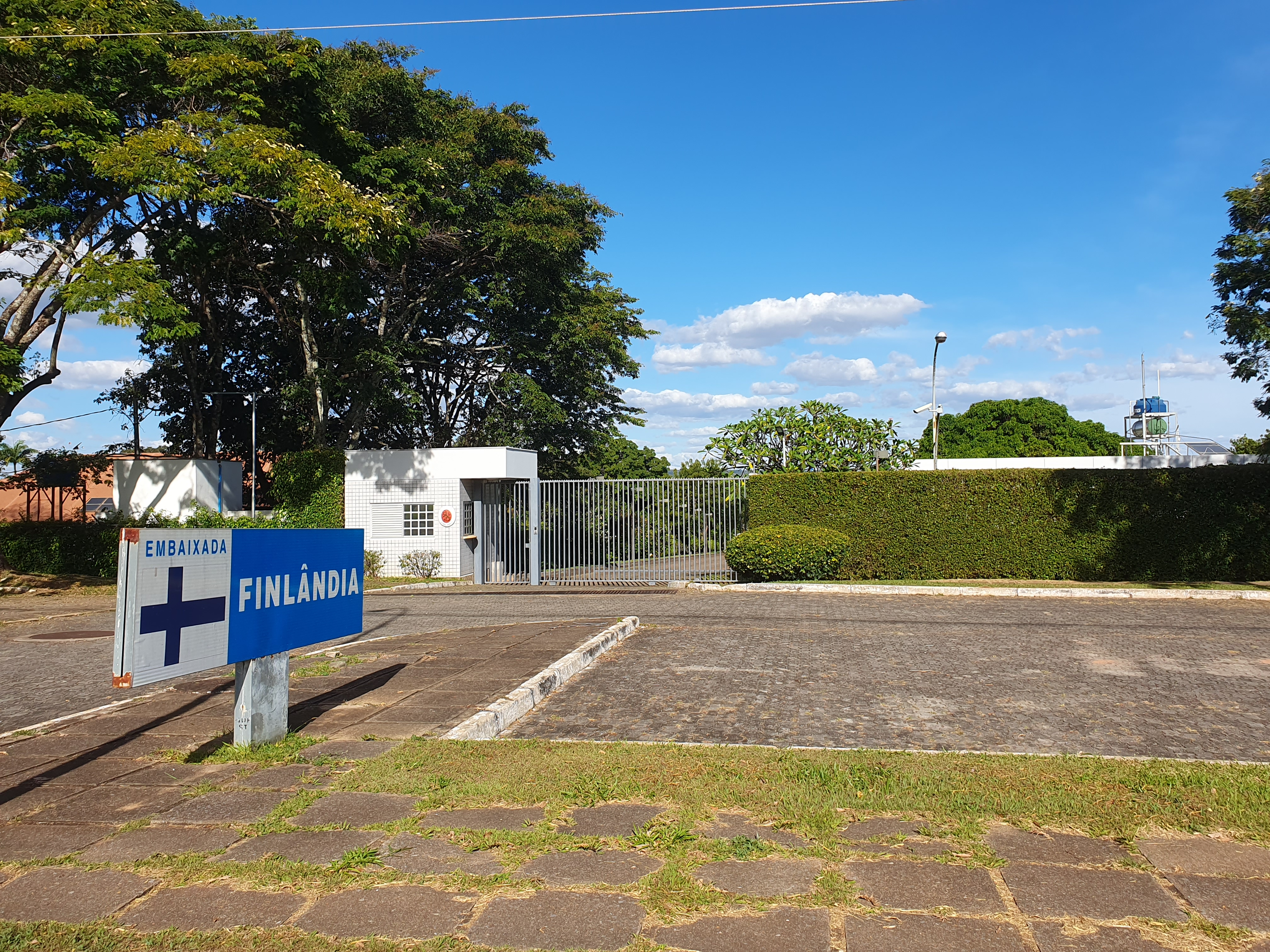
Embaixada do Finlândia em Brasília